# Graulichita-(Ce)
La graulichita-(Ce) és un mineral de la classe dels fosfats, que pertany al grup de la dussertita. Rep el nom en honor de Jean-Marie Graulich (1920-2001), enginyer de mines i director honorari del Servei Geològic de Bèlgica.

## Característiques
La graulichita-(Ce) és un fosfat de fórmula química CeFe₃3+(AsO₄)₂(OH)₆. Va ser aprovada com a espècie vàlida per l'Associació Mineralògica Internacional l'any 2002. Cristal·litza en el sistema trigonal. És l'anàleg amb ferro dominant de l'arsenoflorencita-(Ce).
Segons la classificació de Nickel-Strunz, la graulichita-(Ce) pertany a «08.BL: Fosfats, etc. amb anions addicionals, sense H₂O, amb cations de mida mitjana i gran, (OH, etc.):RO₄ = 3:1» juntament amb els següents minerals: beudantita, corkita, hidalgoïta, hinsdalita, kemmlitzita, svanbergita, woodhouseïta, gal·lobeudantita, arsenogoyazita, arsenogorceixita, arsenocrandal·lita, benauita, crandal·lita, dussertita, eylettersita, gorceixita, goyazita, kintoreïta, philipsbornita, plumbogummita, segnitita, springcreekita, arsenoflorencita-(La), arsenoflorencita-(Nd), arsenoflorencita-(Ce), florencita-(Ce), florencita-(La), florencita-(Nd), waylandita, zaïrita, arsenowaylandita, florencita-(Sm), viitaniemiïta i pattersonita.

## Formació i jaciments
Va ser descoberta a la pedrera Hourt, a Grand Halleux, dins el municipi de Vielsalm, a la Província de Luxemburg (Bèlgica). També ha estat descrita a la mina Clara, a Oberwolfach (Baden-Württemberg, Alemanya).